# Imrehegy
Imrehegy (em croata: Delavnjača) é um município da Hungria, situado no condado de Bács-Kiskun. Tem 70,31 km² de área e sua população em 2015 foi estimada em 674 habitantes.